# Otpada recussa
Otpada recussa är en fjärilsart som beskrevs av Sergius G. Kiriakoff 1965. Otpada recussa ingår i släktet Otpada och familjen tandspinnare. Inga underarter finns listade i Catalogue of Life.